# Juan García Salguero
Juan García Salguero (México, c. 1580-?) fue un escultor de origen mexicano de inicios del barroco que trabajó en Lima en el siglo XVII. 
De entre su obra documentada destaca:
- Coro del Convento de San Agustín en Lima. Iniciado por Pedro de Noguera intervinieron en él otros artistas entre los que se incluyen Salguero y Luis de Espíndola.
- Retablo mayor del Convento de la Concepción. Contratado con Martín Alonso de Mesa y en el que trabajó Salguero junto con otros escultores. Los siete relieves atribuidos a Salguero representando escenas de la vida de la Virgen se encuentran en la actualidad en la Catedral de Lima.